# Pseudotrapelus sinaitus
Pseudotrapelus sinaitus (mai demult numită Agama sinaita) este o specie de șopârle din familia Agamidae care se găsește în zone aride din sud-estul Libiei, Emiratele Arabe Unite, estul Egiptului, Israel, Palestina, Iordania, Siria, Arabia Saudită, Oman, estul Sudanului, Etiopia, Eritreea și Djibouti.
Lungimea acestei șopârle, incluzând și coada sa lungă și subțire, este de 18 cm. Lungimea cozii reprezintă până la două treimi din lungimea totală a reptilei. Membrele și coada sunt lungi și subțiri, perfecte pentru cățărat și alergat.
Pseudotrapelus sinaitus este activă în timpul zilei și se hrănește cu insecte, artropode și plante. În timpul sezonului de împerechere, masculii capătă o culoare de albastru intens pentru a atrage femelele. Femelele au pete roșii-maronii pe laterale.

## Descriere
Pseudotrapelus sinaitus este o șopârlă mică cu membre lungi, ce îi conferă o poziție verticală. Crește până la o lungime de 18 cm și are o coadă lungă și subțire, de 1,5 ori mai lungă decât corpul. Capul lung al acestei șopârle are ochii situați destul de aproape de partea frontală a feței. Deschizăturile urechilor se situează mai în spate, aliniate cu gura animalului. Membrele sunt lungi și subțiri. Coada și-o ține, de obicei, deasupra solului. În general, are o culoare brună, dar în timpul sezonului de împerechere, masculul devine albastru deschis. Uneori doar gâtul și capul devin albastre, celelalte părți rămânând maronii. Femelele și șopârlele tinere sunt brune-cenușii tot anul, dar femelele au în general o pată roșcată în formă de semilună pe părțile laterale, exact în spatele mebrelor anterioare. Solzii de pe suprafața dorsală sunt relativ mici, suprapuși neuniform. Solzii de pe mijlocul spatelui sunt ceva mai mari decât pe restul corpului, iar solzii de pe coadă sunt mai mari față de cei de pe spate. Spre deosebire de celelalte șopârle din genul Agama, cel de al treilea deget (cel mijlociu) este cel mai lung, și nu cel de al patrulea.

## Răspândire
Pseudotrapelus sinaitus se regăsește în zonele aride ale nord-estului Africii și ale Orientului Mijlociu. Statele în care este prezentă sunt: Libia, Egipt, sud-vestul Yemenului, Sudan, Etiopia, Eritreea, Djibouti, Arabia Saudită, Oman, Palestina, Israel, Iordania și Siria.

## Dietă
Pseudotrapelus sinaitus se hrănește cu insecte, artropode și plante.

## Comportament
P. sinaitus vânează și este activă ziua. Împerecherea are loc primăvara și la începutul verii, când și femelele, și masculii devin teritoriali. Pentru a-și păstra teritoriul, adoptă o poziție amenințătoare, ridicându-și capul și căscând. Masculul găsește un loc proeminent unde poate comunica cu o potențială pereche. Se folosește de mișcări ale capului, mișcări ale ochilor și face flotări cu membrele anterioare. După ce a avut loc împerecherea, femela depune cinci până la nouă ouă de aproximativ 1,5 cm în lungime.
La fel ca alte șopârle, P. sinaitus este ectotermă. În timpul zilei, se încălzește la soare, stând pe bolovani, stânci sau grămezi de piatră. Orice semn că se apropie un prădător le face pe aceste șopârle să fugă rapid. Când temperatura externă este scăzută, metabolismul lor încetinește și sunt incapabile să alerge brusc. Instinctul lor este să rămână pe loc și să-și atace agresorii.

## Stare de conservare
Răspândirea speciei Pseudotrapelus sinaitus este largă. Se presupune că populația sa este mare și este puțin probabil ca aceasta să scadă la un nivel suficient de rapid pentru a justifica includerea speciei într-o categorie amenințată. Uniunea Internațională pentru Conservarea Naturii clasifică P. sinaitus drept neamenințată cu dispariția.

## Subspecii
Două subspecii sunt recunoscute ca fiind valide:
- Pseudotrapelus sinaitus sinaitus (Heyden, 1827)
- Pseudotrapelus sinaitus werneri (Moravec, 2002)

## Etimologie
Numele subspecific, werneri, este dat în onoarea herpetologistului Yehudah Leopold Werner.
Sinonimul biologic, Agama neumanni, este dat în onoarea ornitologului german Oscar Neumann.